# Hohenbuch (Allmendingen)
Hohenbuch ist eine Wüstung auf dem Gebiet der Gemeinde Allmendingen im Alb-Donau-Kreis in Baden-Württemberg.
Der abgegangene Ort Hohenbuch, der auf der Gemarkung Grötzingen liegt, wurde erstmals 1152 als „Hohonbuach“ erwähnt. Der Ort wird im 13. beziehungsweise 14. Jahrhundert nicht mehr erwähnt.  